# ۶۵۶۸ سرندیپ
سیارک ۶۵۶۸ سرندیپ (به انگلیسی: 6568 Serendip، نامگذاری:1993DT) شش هزار و پانصد و شصت و هشتمین سیارک کشف شده‌است که در ۲۱ فوریه ۱۹۹۳ کشف شد.
واژهٔ «سرندیپ» نام قدیم پارسی/سانسکریت سری‌لانکا روی این سیارک گذاشته شده‌است.*